# Ле-Аль (станция метро)
Ле-Аль фр. Les Halles) — станция линии 4 Парижского метрополитена, входящая в состав одного из крупнейших в Европе подземных пересадочных узлов скоростного внеуличного транспорта «Шатле — Ле-Аль». На станции установлены автоматические платформенные ворота.

## Этимология названия
Станция получила своё название по расположению в историческом квартале Парижа, на месте которого в течение нескольких столетий располагались торговые ряды.

## История
- Изначально станция открылась 21 января 1908 года в составе первого пускового участка 4 линии Шатле — Порт-де-Клиньянкур. В 1977 году в связи со строительством перехода на станцию Шатле — Ле-Аль RER станция была перемещена.
- Пассажиропоток по станции по входу в 2004 году оценивался статистической службой STIF в 12,63 миллиона человек[1]. По статистике RATP, в 2011 году входной пассажиропоток станции составил 13 113 834 человека[2],  а в 2013 году вырос до 15 347 160 пассажиров, что вывело станцию на 8 место по уровню входного пассажиропотока в Парижском метро[3].

## Описание
- Станция расположена на северном конце пересадочного узла «Шатле — Ле-Аль». С неё возможен прямой переход на линии RER A, B и D, с которых возможен переход в пересадочный узел метро «Шатле». Пешеходное расстояние между станцией метро «Ле-Аль» и дальним концом зала «Шатле» линии 7 составляет около 900 м.
- Станция «Ле-Аль» использует один из подземных этажей торгового центра «Форум-де-Аль».